# Quint Cassi Longí (tribú militar)
Quint Cassi Longí (en llatí Quintus Cassius Longinus) va ser un militar romà. Formava part de la gens Càssia, i de la branca dels Cassi Longí, d'origen plebeu.
Va ser tribú militar durant la Segona Guerra Púnica l'any 252 aC. El cònsol Gai Aureli Cotta I el va enviar a bloquejar Lipara amb ordres de no iniciar la batalla. Longí va desobeir les ordres i va sofrir una greu derrota. Cotta el va privar del seu comandament.